# Unternehmen Sonnenblume
1940: Italienische Invasion Ägyptens – Operation Compass
1941: Unternehmen Sonnenblume – Belagerung von Tobruk – Operation Battleaxe – Operation Crusader
1942: Unternehmen Theseus – Erste Schlacht von El Alamein – Schlacht von Alam Halfa – Zweite Schlacht von El Alamein – Operation Torch
1943: Tunesienfeldzug
Unternehmen Sonnenblume war der Deckname einer deutschen Militäroperation für die Entsendung erster deutscher Truppen nach Italienisch-Libyen zur Unterstützung der bedrängten italienischen Truppen in Nordafrika im Februar 1941.

## Vorgeschichte
Italien hatte Frankreich und Großbritannien am 10. Juni 1940 den Krieg erklärt. Der italienische Diktator Benito Mussolini ging von einem kurzen Krieg aus und hoffte, bei Friedensverhandlungen nach einem erfolgreichen Kriegsende einige der Gebietsansprüche Italiens befriedigen zu können (ein Bündnis wurde erst am 27. September 1940 geschlossen, siehe Dreimächtepakt).
In Nordafrika bestanden diese zum einen aus einer Vergrößerung der Kolonie Italienisch-Libyen Richtung Westen um das französische Protektorat Tunesien. In östliche Richtung strebte Italien eine Kontrolle über Ägypten und den strategisch wichtigen Sueskanal an sowie die Herstellung einer direkten Landverbindung zu seinen Kolonien in Ostafrika.
Nach der Kriegserklärung an Großbritannien und Frankreich hatte das faschistische Italien Frankreich im Juni 1940 mit geringem Erfolg angegriffen. Doch die deutschen Erfolge im Westfeldzug führten zu einem Waffenstillstand mit Frankreich. Nachdem Frankreich geschlagen worden war und Tunesien zum Vichy-Frankreich gehörend nicht mehr als Expansionsgebiet für Italien verfügbar war, richteten sich Mussolinis Expansionsziele in Nordafrika auf Ägypten. Die ägyptische Regierung zögerte eine Kriegserklärung gegenüber den Italienern abzugeben und wurde von britischen Truppen, entsprechend vertraglicher Vereinbarungen zum Schutz des Suezkanals vollständig besetzt. Schon ab dem 11. Juni 1940 gab es nach der italienischen Kriegserklärung an Großbritannien vielfach erfolgreiche Angriffe britischer Truppen über die ägyptisch-libysche Grenze hinweg, bei denen die italienischen Truppen teils erhebliche Verluste erlitten. Auch griffen die britischen Luftstreitkräfte erfolgreich italienische Schiffe an.
Der deutsche Generalstab und die deutsche Seekriegsleitung beschäftigten sich nach dem Ende der Kämpfe in Frankreich ab August 1940 mit der theoretischen Unterstützung der italienischen Streitkräfte gegen britische beziehungsweise Commonwealth Streitkräfte in Nordafrika, ohne dass man sich sofort zu der diskutierten Unterstützung mit einem deutschen Panzerkorps durchringen konnte.
Der nach dem Tod des Gouverneur-General Italo Balbo am 28. Juni 1940 ernannte italienische Oberbefehlshaber in Libyen und Vizekönig von Äthiopien, Marschall Rodolfo Graziani, war zu keinem Zeitpunkt von der Möglichkeit eines erfolgreichen Angriffs der in Libyen stehenden italienischen Streitkräfte gegen die britischen Kräfte in Ägypten überzeugt. Er war sich trotz der massiven zahlenmäßigen Überlegenheit seiner Streitkräfte der völlig unzureichenden und veralteten Bewaffnung und insbesondere der fehlenden Transportmittel bewusst. Seinen Forderungen nach besserer Ausrüstung und mehr Fahrzeugen wurde von Mussolini nicht entsprochen. Mussolini drängte jedoch kontinuierlich darauf, dass Graziani mit seinen Divisionen zum Angriff überging.
Am 9. September 1940 begannen die italienischen Streitkräfte die Offensive der 10. italienische Armee gegen Ägypten.

## Kriegsverlauf in Nordafrika
Der italienische Angriff mit den drei Korps der 10. italienischen Armee begann am 9. September mit Kämpfen um die Lufthoheit und dem langsamen Vormarsch der italienischen Truppen in das zuvor von den Briten besetzte Gelände. Diese zogen sich zurück und verminten das Gelände und zerstörten in der Wüste lebenswichtige Infrastruktur, wie beispielsweise Brunnen.
Erst am 13. September wurde das italienische Grenz-Fort Capuzzo von den italienischen Streitkräften zurückerobert und die libysch-ägyptische Grenze wurde erstmals von italienischen Truppen überschritten. Gleichzeitig zog sich die Western Dessert Force etwa 250 Kilometer ostwärts bis nach Mersa Matruh zurück. Dem geringen Widerstand folgend rückten die Einheiten der 10. italienischen Armee in den nächsten drei Tagen etwa 100 Kilometer bis Sidi Barrani vor. Weitere 16 Kilometer bis Maktila war der äußerste Punkt, den die italienischen Streitkräfte 1940 erreichen sollten, dann gruben sich die Divisionen in neun Stützpunkten ein.
Nachdem die italienischen Streitkräfte vom besetzten Albanien aus am 28. Oktober 1940 Griechenland angegriffen hatten, wurde die Versorgungslage der italienischen Truppen in Nordafrika noch schlechter und keiner der dortigen Offiziere dachte an eine Wiederaufnahme des Angriffs. Auch entwickelte sich die Lage nach dem 5. November sehr zum Nachteil Italiens, da die griechischen Streitkräfte erfolgreich zur Gegenoffensive antraten.

## Lageentwicklung bis Februar 1941
Kurz nach dem Angriff im September 1940 hatte der italienische Generalstabschef der Streitkräfte, Pietro Badoglio, die Unterstützung durch deutsche Panzertruppen abgelehnt. Nach einem Gespräch zwischen Hitler und Mussolini am Brenner-Pass am 3. Oktober bereitete man sich auf der deutschen Seite auf die Verlegung einer Panzerdivision nach Nordafrika vor.
Nach dem italienischen Überfall auf Griechenland Ende Oktober, der nicht mit Hitler abgestimmt war, entzog Hitler einer deutschen Beteiligung mit Bodentruppen in Ägypten seine Unterstützung. Nur die Unterstützung durch Luftwaffenverbände im Mittelmeerraum wurde von ihm weiter genehmigt. Am 12. November erging die Weisung Nr. 18 an das OKW, welche die Eroberung Marsa Matruh's durch die Italiener zur Voraussetzung weiterer deutscher Unterstützung machte.
Nachdem die britische Operation Compass aber am 7. Dezember 1940 mit dem Vorrücken in die Bereitstellungen begonnen hatte, und die britischen Streitkräfte am 8. und 9. durch die Stellungen der Italiener bei Maktila vorstießen und hier bereits 38.000 Soldaten und vier Generale gefangen nahmen, entwickelte sich die Lage für die Italiener dramatisch weiter. Das ursprünglich auf nur wenige Tage begrenzte und der Vertreibung der italienischen Armee aus Ägypten gerichtete Unternehmen erwies sich als derart erfolgreich, dass der Vormarsch bis nach Libyen fortgesetzt wurde. Bis Anfang Februar 1941 hatten die alliierten Truppen die Kyrenaika bis einschließlich al-Agheila besetzt und die 10. italienische Armee nahezu restlos aufgerieben. Nahezu gesamt Libyen war von britischen Streitkräften besetzt und es war nur noch eine Frage der Zeit, bis die britischen Truppen nach dem materialverschleißenden Vormarsch in der Lage sein würden, auch den Rest des Landes zu erobern.
Am 19. Dezember richtete der Stabschef des Stato Maggiore Generale, General Ugo Graf Cavallero, auf Anweisung von Mussolini eine dringende Anfrage um militärische Hilfe an den Bevollmächtigten Deutschen General beim Hauptquartier der italienischen Streitkräfte, Enno von Rintelen. Bei einem Vortrag des italienischen Militärattaché in Deutschland, General Efusio Marras, am 28. Dezember erläuterte dieser gegenüber dem Chef des OKW, Wilhelm Keitel, dass die Italiener nicht in der Lage seien die Kyrenaika zu halten und ohne deutsche Unterstützung ganz Nordafrika verlieren würden.
Doch das OKW hatte bereits reagiert. Das X. Fliegerkorps, das zuvor in Norwegen stationiert war, wurde nach Sizilien verlegt. Unterwegs war die Vorhut des Verbands, mit 100 Bombern (Ju 88 und He 111), 60 Sturzkampfbombern Ju 87, und 20 Jägern Messerschmidt Bf 109. Dazu kamen noch einige Nachtjäger, Transportflugzeuge und Spezialflugzeuge für den Abwurf von Seeminen. Dreißig Ju 52 – Transporter wurden in Reggio Calabria stationiert, um Truppen nach Nordafrika bringen zu können. In einer Besprechung im Führerhauptquartier wurde am 9. Januar die Lage in Libyen und die Konsequenzen der aktuellen Lage durch Hitler erörtert. Von Brauchitsch stellte fest, dass ein Panzersperrverband, wie von Hitler zuvor beschrieben ca. sieben Wochen bis nach Norditalien benötigen würde und etwa 8.000 Mann und 1.350 Fahrzeuge umfassen würde.
Die Zusammenfassung der Besprechung datiert auf den 11. Januar wurde als Weisung Nr. 22 bekannt: „Mithilfe deutscher Kräfte bei den Kämpfen im Mittelmeerraum“. Am gleichen Tag erteilte die Operationsabteilung des Oberkommando des Heeres (OKH) eine Anweisung zur Zusammenstellung der künftigen Kräfte für den Einsatz in Libyen. Diese sollten in der Masse aus der 3. Panzer-Division kommen und im Wehrkreis III zusammengeführt werden, um logistische Anforderungen zu erleichtern.
Das OKW erteilte als Reaktion auf Mussolinis Bitte am 6. Februar 1941 Weisung Nr. 22 für den Beginn des „Unternehmens Sonnenblume“. Zunächst sollte ein „Sperrverband“ gepanzerter Kräfte entsandt werden, um das weitere Vordringen der Alliierten nach Libyen zu verhindern.

## Ablauf

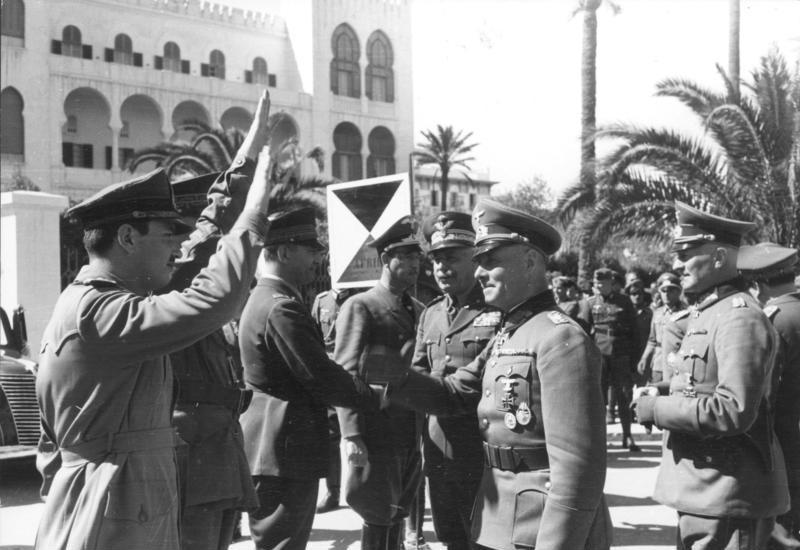
Erwin Rommel (Mitte vorne) und Johannes Streich (rechts) werden bei ihrer Ankunft in Tripolis am 12. Februar 1941 vom italienischen Oberbefehlshaber Italo Gariboldi (Mitte) und weiteren Offizieren begrüßt

Am 13. Januar erteilte Hitler einen Befehl zur Zusammenstellung der künftigen Kräfte in Nordafrika. Er wollte einen kleinen Panzerverband ausgerüstet mit Panzerkampfwagen III, eine motorisierte Pioniereinheit mit reichlich Minen, einen motorisierte Aufklärungs-Einheit, eine größere Zahl von Flak-Geschützen und eine Sturmgeschützabteilung nach Nordafrika entsenden.
Das OKH teilte am 15. Januar mit, dass bereits ein Erkundungsstab unter der Führung von Generalmajor Hans Freiherr von Funck auf dem Weg nach Nordafrika wäre. Während am gleichen Tag die Organisationsabteilung des OKH der 3. Panzer-Division mitteilte, welche ihrer Truppenteile in den Wehrkreis III zu überführen seien. Diese sollten nunmehr die 5. leichte Division, einen Verband der Schnellen Truppe, bilden.
Aus moralischen Gründen drängte man Mussolini sich mit Hitler zu treffen, dieser sträubte sich zunächst, angesichts der zuvor durch die britischen Streitkräfte und in Griechenland erlittenen Demütigungen, doch schließlich stimmte er einem Treffen mit Hitler am 19. Januar in Berchtesgaden zu.
General Alfredo Guzzoni teilte bei der Besprechung auf dem Obersalzberg mit, dass der Transport der 5. leichten Division am 15. oder 20. Februar möglich wäre. Hitler und Mussolini einigten sich anschließend auf den 15. Februar. Am 22. Januar kam es aus Sicht der Achse zu einer weiteren Katastrophe, die zur Festung erklärte Hafenstadt Tobruk wurde vom befehlshabenden Admiral Massimiliano Vietina mit einer gesamten Infanterie-Division, der 61. Division „Sirte“, dem Generalkommando des italienischen XXII. Corps, Versorgungseinrichtungen und der Besatzung des im Hafen von den Briten versenkten Kreuzer „San Giorgio“ an die Briten übergeben.
Am 1. Februar berichtete General von Funck in Berlin über die durch seinen Erkundungsstab festgestellte Lage in Nordafrika, die zeigte, dass die bisher geplanten Kräfte nicht ausreichen würden, um die Situation in Libyen zu verändern.
Die pessimistische Lagebeurteilung durch General von Funck führte dazu, dass Hitler einen anderen Befehlshaber für die 5. leichte Division haben wollte. Er entschied sich für Generalmajor Hermann Breith. Gleichzeitig sollte Generalleutnant Erwin Rommel entgegen den Vorschlägen von Generalstabschef Halder die Führung aller deutscher Truppen in Nordafrika übernehmen.
Bereits am 8. Februar verließ der erste Schiffs-Konvoi, bestehend aus drei Schiffen und zwei italienischen Torpedobooten, Neapel. Aufgrund der Sichtung eines britischen Schiffsverbandes musste die Fahrt unterbrochen werden und die Schiffe liefen in den Hafen von Palermo ein. Sie erreichten am 11. Februar 1941 Afrika.
Gleichzeitig wurde die Staffel mit Ju 52 Transportflugzeugen eingesetzt, um Mannschaften und Gerät nach Nordafrika zu bringen. In Gruppen zu 25 Flugzeugen folgten diese knapp über dem Wasser, um nicht am Himmel gesichtet zu werden. Vom 7. Februar bis zum 19. Dezember war das Transportgeschwader ständig zur Umsetzung des Unternehmens Sonnenblume im Einsatz.
Am 14. Februar erreichten die ersten gepanzerten Einheiten der 5. Leichten Division unter Generalmajor Johannes Streich Tripolis. Sie wurden ohne Verzug nach Sirte verlegt, um dort gegebenenfalls einen möglichen Vorstoß der Alliierten aufzufangen.
Am 19. Februar kam aus dem Führerhauptquartier eine Anweisung für Rommel und seine Truppen in Afrika. Sie bestimmte, dass alle deutschen Truppen in Nordafrika und der Bezeichnung „Deutsches Afrikakorps“ unter dem Befehl von Generalleutnant Rommel standen.
Am 4. März wurde in Neapel ein Konvoi mit der Masse des Panzer-Regiment 5 zusammengestellt und beladen. Die deutschen Frachter Ankara, Kybfels, Marburg und Reichenfels trafen am Mittag des 10. März in Tripolis ein. Zur Täuschung der Alliierten über die wirkliche Stärke des deutschen Kontingents in Libyen, fand am 12. März mit den gerade eingetroffenen Panzertruppen eine deutsch-italienische Parade statt, bei der die Panzer mehrfach an den kommandierenden Offizieren, Zuschauern und möglichen Spionen vorbeifuhren.
In den folgenden Wochen trafen weitere Teile der 5. leichten Division ein, zwischen dem 25. April und dem 6. Mai 1941 auch die 15. Panzer-Division. Am 25. Mai war der Aufmarsch abgeschlossen; das Deutsche Afrikakorps stand an der Front zum britisch besetzten Teil Libyens.

## Ausrüstung
Das Deutsche Afrikakorps wurde teilweise mit Panzermodellen ausgestattet, die anhand der Erfahrungen aus den vorangegangenen Feldzügen modernisiert worden waren.
So waren unter den mitgeführten Panzer III einige Ausführungen F und G bzw. Ausführung E unter den Panzer IV. Diese hatten eine verbesserte Panzerung und durchschlagskräftigere Geschütze.
Bei der Überführung der 5. Leichten Division sank das Transportschiff “Leverkusen”, 13 Panzer an Bord gingen verloren – die Division erreichte Afrika mit 193 Panzern:
- 50 Panzer I
- 45 Panzer II
- 71 Panzer III
- 20 Panzer IV
- 7 Panzerbefehlswagen (verschiedene Modelle)

Die 15. Panzerdivision war mit 146 Panzern ausgestattet:
- 45 Panzer II
- 71 Panzer III
- 20 Panzer IV
- 10 Panzerbefehlswagen (verschiedene Modelle)